# Jim Platt
James "Jim" Archibald Platt (Ballymoney, 26 de janeiro de 1952) é um treinador de futebol e ex-futebolista norte-irlandês que atuava na posição de goleiro.

## Carreira
Atuou entre 1971 e 1987, obtendo destaque envergando a camisa do Middlesbrough, clube que defendeu por doze anos (1971 a 1983), tendo ainda curtas passagens por Hartlepool United e Cardiff City, ambas por empréstimo.
Integrante da Seleção Norte-Irlandesa desde 1976, foi às Copa de 1982 e Copa de 1986. Reserva imediato do veterano Pat Jennings, não teve chance de jogar nas duas Copas. Um detalhe curioso é que em 1986, Jim estava sem contrato com o Coleraine, sua equipe na época. Aposentou-se dos gramados em 1987.
Como treinador, trabalhou por Ballymena United (jogador e treinador), Coleraine (idem, a partir de 1987 seria treinador em tempo integral), Ballyclare, Assyriska, Darlington e Gateshead.
Em 1997, Platt voltou ao Darlington, desta vez como treinador de goleiros. Três meses depois, com a saída do treinador Colin Todd, abandonou o cargo.